# Tiakadougou-Dialakoro
Tiakadougou-Dialakoro è un comune rurale del Mali facente parte del circondario di Kati, nella regione di Koulikoro.
Il comune è composto da 9 nuclei abitati:
- Byaba
- Dialakoro
- Djiguinbaly
- Kamanéguéla
- Mandiéla
- Maniaka
- Nénéko
- Ouaramandinan
- Siramana